# Knjižnica Gameljne
Knjižnica Gameljne je najmanjša dislocirana enota Knjižnice Šiška s sedežem v Srednjih Gameljnah 50 (Šmartno).

## Knjižnica danes
Knjižnica je bila ustanovljena leta 1992. Knjižnica ima svoje prostore v kleti Doma krajanov v Srednjih Gameljnah. Leta 2006 je delovala na 156 m2 površin in imela 1.226 vpisanih bralcev. Večina članov knjižnice prihaja iz Gameljn, sicer pa imalo obiskovalce tudi iz območja četrtne skupnosti Šmarna gora, torej krajev Šmartno, Rašica in Tacen. 
Knjižnica ima že od začetka dve čitalnici - eno na odraslem in drugo na mladinskem oddelku knjižnice. Od leta 2003 je obiskovalcem omogočen dostop do interneta. Za otroke je posrkbljeno v otroški igralnici, redno pripravljajo tudi pravljične urice.

## Zgodovina
Pred ustanovitvijo knjižnice je Gameljne oskrbovala potujoča knjižnica. Ker je bila v tem kraju izposoja na bibliobusu med večjimi, se je na koncu osemdesetih let pojavila ideja ustanovitve stacionarnega izposojevališča. 
Kot lokacija za novo knjižnico so bili določeni prostori v kleti Doma krajanov, ki pa jih je bilo treba najprej prenoviti. Prostore so obnovili po načrtih arhitekta Igorja Skulja. Sredstva za obnovo prostorov in nakupa dela knjižnega gradiva je namenila Mestna občina Ljubljana, del knjižničnega fonda je prispevala Knjižnica Šiška iz rezervnega fonda podarjenih knjig. Knjižnica je pričela delovati 17. decembra 1992 na 132 m2 prostora in s 3.063 enotami knjižnega gradiva. 
Leta 1997 je knjižnica pridobila dva nova prostora, ki sta omogočila odprtje otroške igralnice. Slednjo je likovno opremil slikar Samo Jurečič. 